# Abraham Gesner
 Abraham Pineo Gesner  (2 de mayo de 1797, Cornwallis, Nueva Escocia, Canadá - 29 de abril de 1864, Halifax, Nueva Escocia) fue un médico y geólogo que se convirtió en el principal fundador de la industria del petróleo moderna.

## Biografía
Si bien practicó la medicina, Gesner siguió manteniendo su pasión por la geología. En 1836, publicó un estudio sobre los minerales de Nueva Escocia, que incluye un mapa geológico detallado con información sobre importantes reservas de carbón y de hierro en Nueva Escocia. El 1838, fue nombrado geólogo provincial de Nuevo Brunswick con la tarea de realizar un estudio geológico similar. Al hacer su investigación, descubrió en 1839 la Albert, que recibió este nombre ya que lo encontró en el Condado de Albert,.
En 1842, Gesner inauguró el "Museo Gesner", en St. John en Nuevo Brunswick, el primer museo público de Canadá. El museo se convirtió en el prestigioso Museo de Nuevo Brunswick.
Las investigaciones de Gesner sobre los minerales le permitieron descubrir en 1846 un proceso para hacer un mejor combustible a partir del carbón de hulla. Su nuevo producto, que llamó queroseno, también denominado  aceite de carbón , quemaba mejor y era más barato que el aceite de ballena y vegetales utilizados hasta ese momento. En 1850, Gesner creó la  Kerosene Gaslight Company , que empezó a instalar alumbrado en las calles de Halifax y pronto en otros lugares. En 1854 se estableció en Estados Unidos, donde fundó la  North American Kerosene Gas Light Company  a Long Island. La demanda fue tan grande que la capacidad de su compañía se convirtió en un problema, pero el descubrimiento del petróleo, del que también se podía obtener queroseno, resolvió el problema del suministro.
Abraham Gesner continuó su investigación sobre los combustibles y escribió numerosos estudios científicos sobre la industria, incluyendo una publicación de 1861 titulada "Tratado práctico sobre el carbón, el petróleo y otros aceites destilados", que se convirtió en referencia en aquella materia. Finalmente, la empresa fue absorbida por Standard Oil y Gesner volvió a Halifax, donde fue nombrado profesor de historia natural en la Universidad de Dalhousie.
En 1933, la  Imperial Oil Ltd.. , Una subsidiaria de la  Standard Oil , erigió un monumento Cementerio de Camp Hill en Halifax para rendir homenaje a la contribución de Abraham Gesner en la industria petrolera. En 2000, Postes Canada publicaron un sello en su honor.